# 碘化钴
碘化钴是一种无机化合物，化学式为CoI2，存在无水物和六水合物CoI2·6H2O，它们是碘化钴的主要存在形式。

## 制备
碘化钴可由钴粉和碘化氢气体反应得到。六水合物（CoI2·6H2O）可由一氧化钴、氢氧化钴或碳酸钴和氢碘酸反应得到。
碘化钴存在两种晶型——α型和β型。α型的碘化钴是黑色六方晶体，在空气中变为深绿色。在500℃的真空中，α-CoI2可以升华，生成β型的黄色晶体。β-CoI2也会从空气中迅速吸收水分，转化为绿色的水合物。在400℃，β-CoI2重新变回α-CoI2。

## 结构
无水物采取卤化镉结构。
六水合物被晶体学证明为由独立的[Co(H2O)6]2+阳离子和I−阴离子构成。

## 反应和应用
无水碘化钴有时候可以用于检测一些溶剂中水的存在。
碘化钴可用作羰基化反应中的催化剂，如催化二酮和格氏试剂的反应，用于合成萜类化合物。在碱（如叔丁醇钾）存在下它可以催化炔烃三聚，得到1,2,4-三烷基苯，反应转化率要比使用氯化钴或溴化钴为催化剂时的要高。